# Oncideres cephalotes
Oncideres cephalotes är en skalbaggsart som beskrevs av Bates 1865. Oncideres cephalotes ingår i släktet Oncideres och familjen långhorningar.
Artens utbredningsområde är Guyana. Inga underarter finns listade i Catalogue of Life.